# Michael Gorman
Michael Gorman   (Witney, 6 de març de 1941) és un bibliotecari, erudit de biblioteques i editor/escriptor d'origen britànic sobre temes de biblioteques conegut per les seves opinions tradicionals. Durant el seu mandat com a president de l'Associació Americana de Biblioteques (ALA), va expressar les seves opinions sobre una sèrie de temes, en particular la tecnologia i l'educació. Actualment viu a la zona de Chicago amb la seva dona, Anne Reuland, administradora acadèmica de la Universitat de Loyola.
Els principis de biblioteconomia de Gorman deriven dels valors fonamentals liberals, democràtics i humanistes. Una influència clau és S.R. Ranganathan, a qui considerava "la figura més gran de la biblioteconomia del segle xx". Sosté que és centrant-se en els valors professionals bàsics que els bibliotecaris facilitaran el creixement personal i milloraran l'èxit de les seves institucions.

## Biografia
Gorman va créixer a Londres, Anglaterra i es va interessar per les biblioteques en part gràcies a les seves experiències a la Biblioteca Hendon i, en particular, a la biblioteca infantil dirigida per una pionera en el camp Eileen Colwell. Va assistir a l'Ealing Technical College (ara University of West London) a Londres de 1964 a 1966.
1966 a 1977: cap de catalogació de la British National Bibliography, membre de la British Library Planning Arxivat 2022-10-26 a Wayback Machine. Secretariat i cap de l'Oficina d'Estàndards Bibliogràfics de la British Library.
1977 a 1988 - Director de Serveis Tècnics, Director de Serveis Generals i Bibliotecari de la Universitat en funcions a la Biblioteca de la Universitat d'Illinois
1988 a 2007 - Degà de Serveis de Biblioteques a la Biblioteca Henry Madden, Universitat Estatal de Califòrnia, Fresno, jubilant-se el 2007.
1999 a 2000 - President de la Library and Information Technology Association.
2005 a 2006 - President de l'Associació Americana de Biblioteques (ALA).
També ha impartit classes a escoles de biblioteques a Gran Bretanya i als Estats Units, més recentment a la UCLA Graduate School of Education and Information Studies.

## Les idees de Gorman
Gorman basa els seus principis de biblioteconomia en valors fonamentals liberals, democràtics i humanistes.Subjacent a la defensa fervent de Gorman dels seus valors de biblioteconomia hi ha una forta aprensió pel que fa al futur de la professió.

### Vuit valors centrals de la biblioteconomia
Gorman va identificar vuit valors centrals de la biblioteconomia:
Administració: Gorman argumenta que els bibliotecaris tenen un paper clau a jugar en la preservació del registre humà per a les generacions futures. Sosté que els bibliotecaris han de transmetre els seus millors valors als futurs professionals de la informació.
Servei: Segons Gorman, una ètica del servei hauria d'impregnar totes les polítiques i pràctiques de la biblioteca. Gorman subratlla que el deure dels bibliotecaris de servir les persones, les comunitats i les societats es compleix millor mitjançant una combinació d'habilitats professionals, empatia i dedicació personal.[9]: 85  Argumenta que els bibliotecaris han d'actuar de manera idealista en una època materialista.
Llibertat intel·lectual: els bibliotecaris lideren la lluita per la llibertat intel·lectual.  Els bibliotecaris, sosté Gorman, han de lluitar amb zel per protegir la lliure expressió del pensament, encara que les idees en qüestió contradiguin les pròpies conviccions personals del bibliotecari.
Privadesa: la llibertat d'accedir a qualsevol material que una persona desitgi, sense el coneixement o la interferència dels altres. Gorman insisteix que la confidencialitat és un "vincle de confiança" entre les biblioteques i els seus mecenes.
Racionalisme: Gorman argumenta que les biblioteques són "fills de la Il·lustració i del racionalisme" i que la biblioteconomia és una "professió supremament racional".  Aquest principi hauria de fonamentar els procediments de la biblioteca i fomentar l'organització lògica i la classificació de les biblioteques. estoc.
Compromís amb l'alfabetització i l'aprenentatge: la lectura és d'una importància central per a l'alfabetització i l'aprenentatge al llarg de la vida. Gorman formula una definició àmplia d'"alfabetització" més enllà de la mera capacitat de llegir, escriure i navegar per la xarxa: el seu concepte engloba una lectura completa i "verdadera" que és satisfactòria i amplia la ment.
Equitat d'accés: Gorman argumenta que la "bretxa digital" no és més que una manifestació de la desigualtat social i que tots els serveis bibliotecaris, en particular els serveis de referència, tenen un paper a jugar per salvar la bretxa i proporcionar equitat d'accés.
Democràcia: Gorman descriu les biblioteques com "institucions supremament democràtiques". Com que la democràcia, insisteix, depèn d'un "electorat ben informat", la biblioteca és fonamental per promoure l'educació i mantenir la democràcia. Si la gent ha d'exercir un bon criteri a l'hora d'elegir els representants, ha d'estar altament informada i tenir accés a documents escrits: la biblioteca té, per tant, un paper central en el manteniment de la democràcia.
Aquests vuit valors s'han vist molt influenciats pel camí budista Noble Òctuple.

### Crítica dels seus valors
La selecció i defensa de Gorman dels seus vuit valors centrals ha atret algunes crítiques: per exemple, la seva defensa de la "custòdia" com a principi ètic central exclusiu de la biblioteconomia, que no pot ser compartida per altres professionals de la informació, ha estat atacada com "massa estreta i exclusiva". La seva apassionada defensa de la llibertat intel·lectual també ha estat rebutjada en alguns sectors com a "retòrica buida" i "hipèrbole". Els punts de vista de Gorman també han estat rebutjats per alguns com aparentment contradictoris: d'una banda elogia els valors bàsics de Ranganathan de la biblioteconomia; de l'altra afirma que la "ciència de la informació" és una "disciplina falsa". Després d'una lectura atenta de l'ús de Gorman de l'expressió "disciplina falsa", es pot veure que les seves creences no estan en contradicció amb Ranganathan, però, ja que fa una crítica a les escoles de biblioteconomia en el que considera una sortida del nucli, valors que s'han d'ensenyar.

### Cinc noves lleis de biblioteconomia
Gorman s'ha expandit i ha afegit un enfocament més contemporani a les Cinc Lleis de Biblioteconomia de Ranganathan. La reelaboració de les cinc lleis clàssiques és un intent "per afrontar els reptes dels canvis socials i culturals ràpids que afecten els usuaris de les biblioteques i la ràpida proliferació de la tecnologia en les operacions de les biblioteques".  
Les cinc lleis són:
Les biblioteques al servei de la humanitat: aquesta llei engloba l'assistència dels individus i l'elevat ideal de "la promoció de les aspiracions superiors de la humanitat".  Aquesta llei també implica un desig altruista de proporcionar un servei de qualitat i de superar les expectatives de tots. usuaris.
Respecteu totes les formes mitjançant les quals es comunica el coneixement: Gorman defensa l'ús de diverses formes de "portadors de coneixement i informació".  Recomana un enfocament utilitari, utilitzant allò que sigui més eficaç, rendible o avantatjós.
Utilitzeu la tecnologia de manera intel·ligent per millorar el servei: Els bibliotecaris, argumenta Gorman, han d'acollir i integrar les noves tecnologies. No obstant això, té clar que la impressió en paper seguirà sent el "mitjà preeminent per a la comunicació del coneixement acumulat" La tecnologia s'ha de fer servir per resoldre problemes i millorar els serveis, i aconseguir la rendibilitat, més aviat que adoptat per ell mateix.
Protegir l'accés lliure al coneixement: permetre que desapareguin els registres del passat és, des de la perspectiva de Gorman, "una mena de censura".  És responsabilitat del bibliotecari garantir la llibertat intel·lectual perquè Gorman afirma, una "societat sense censura". les biblioteques és una societat oberta a la tirania”.
Honra el passat i crea el futur: Gorman defensa la necessitat d'equilibrar la nostàlgia d'un passat pre-digital amb la necessitat d'adoptar les noves tecnologies, d'una manera selectiva en funció de la mesura en què milloraran el servei de la biblioteca. Assenyala la necessitat de respectar els èxits dels predecessors en el camp de la ciència de la informació, alhora que celebra els nous desenvolupaments en el camp de la biblioteconomia.

## Educar el bibliotecari
Com a part de la seva plataforma quan es va presentar a la presidència de l'ALA el 2006, Gorman es va comprometre a abordar el que va anomenar la crisi de l'educació.
L'article "Whither Library Education?" exposa les seves opinions sobre l'estat actual de l'educació en LIS. Va concloure que l'educació LIS s'havia convertit en tecnocèntrica, dominada pels homes i fora de contacte amb les necessitats dels professionals. Aquesta visió va ser criticada per Dillon i Norris, mentre que ambdós articles van ser criticats per Pawley pel seu tractament de la qüestió del gènere en la biblioteconomia.
Els acadèmics de Biblioteconomia i Ciències de la Informació també van respondre a la premsa professional, qüestionant-se si hi havia una crisi a resoldre.
Durant el seu any al càrrec, Gorman va presentar una iniciativa destinada a debatre el tema de l'educació. Es van fer sessions amb professionals i acadèmics. Tanmateix, els punts de vista tradicionals de Gorman poden haver portat a bibliotecaris més joves a apartar-se de la idea i a no ser representats: 
"Sigui com sigui, després de tot aquest esforç encara no sabem què pensen realment els estudiants actuals i els recent graduats sobre l'educació en què gasten tants diners".
Malgrat la iniciativa, l'acreditació i els plans d'estudis es van mantenir sense canvis al final del mandat de Gorman.

## Perspectives
Les opinions de Gorman sobre Internet, la digitalització de llibres, Google, el periodisme ciutadà i la ciència de la informació són àmpliament discutides. Dues publicacions en particular van provocar un acalorat debat, especialment dins de la comunitat de blocs de bibliotecaris:
L'article de 2004 "Google and God's Mind",[26] publicat originalment al Los Angeles Times
l'article de resposta del 2005 "Revenge of the Blog People!", imprès originalment al Library Journal.

### Digitalització
L'any 2004 Google va anunciar el seu pla per digitalitzar les col·leccions de cinc biblioteques de recerca principals. Això permetria que tant Google com les biblioteques en qüestió, la Universitat de Michigan, Oxford, New York Public, Harvard i Stanford, tinguessin accés a còpies digitalitzades de milions de textos. Michael Gorman, llavors president de l'ALA, va respondre a aquest anunci amb un article al Los Angeles Times 'Google and God's Mind' on deixava clara la seva desaprovació pel projecte de digitalització.
Aquesta desaprovació es basava en el que considera una clara distinció entre la informació i el coneixement real. Gorman defineix la informació com a fets, dades, imatges i cites que es poden utilitzar fora de context, mentre que el coneixement real denota textos literaris i acadèmics. Aquesta distinció informa les observacions de Gorman sobre la recuperació d'informació en línia que ell caracteritza per estar més centrada en l'accés ràpid i fàcil als fets.
En el seu article posterior, Gorman argumenta que per a "Google boosters", la velocitat és la més important: "...igual que ho és per als consumidors de "menjar ràpid", però, com passa amb el menjar ràpid, les escombraries són escombraries, no importa. amb quina rapidesa s'entrega". No obstant això, suggereix que el coneixement real s'adquireix mitjançant un enfocament acadèmic tradicional dels llibres.
Gorman va donar més tard aquesta opinió sobre la digitalització de llibres:
Les bases de dades massives de llibres sencers digitalitzats, especialment llibres acadèmics, són exercicis costosos en inutilitat basats en la sorprenent noció que, per primera vegada a la història, una forma de comunicació (electrònica) suplantarà i esborrarà totes les formes anteriors.
El bibliotecari de tecnologia de Digital Initiatives, Peter Binkley, va parlar d'aquesta visió al seu bloc i també va assenyalar que un projecte de digitalització no implica necessàriament destruir els llibres un cop s'escanegen. Fins i tot suggereix que el mateix Gorman destaca com les bases de dades digitalitzades com la de Google permeten als usuaris trobar llibres i ordenar-los mitjançant préstec interbibliotecari. També refuta l'afirmació "per primera vegada a la història" de Gorman que esmenta dues "transformacions" prèvies de lliurament d'informació durant els darrers mil·lennis: el pas del papir al còdex de vitela i el pas del manuscrit al llibre imprès. En general, Binkley va considerar que, com a president electe de l'ALA, Gorman hauria d'acceptar que la digitalització dels llibres és inevitable i que hauria de "fer-se útil treballant per assegurar-se que aquest reformateig vagi bé".
El 2006, durant el seu mandat com a cap de l'ALA, Gorman va assistir a la conferència d'informació en línia a Londres, on va criticar la professió de bibliotecari per estar "massa interessada en la tecnologia".
Gorman, tanmateix, no s'oposa a la digitalització dels llibres per se, però considera que determinats tipus d'informació, com ara diccionaris, enciclopèdies i butlletins, són candidats adequats per a la digitalització, mentre que altres formes de coneixement real com els llibres sencers (especialment els llibres acadèmics).) i les grans bases de dades no són adequades per a la digitalització.

### Blogging
Moltes de les respostes a l'article de Gorman es van expressar en el domini digital, amb molts blocs temàtics de biblioteques i informació que criticaven les opinions de Gorman, tot i que alguns bloggers estaven d'acord amb algunes de les posicions de Gorman sobre la digitalització. Gorman acredita que aquestes respostes el van fer conscient dels blocs i el van portar a escriure Revenge of the Blog People!,en què critica el mitjà de blocs i les opinions dels seus crítics. Això va provocar una discussió més intensa, primer als blocs i després a la premsa professional. Karen Schneider, membre de l'ALA que escriu el bloc Free Range Librarian, va batejar la controvèrsia "Gormangate" i va compartir les seves preocupacions sobre com les seves paraules retrataven la professió bibliotecària, que posteriorment va ser recollida per la premsa professional. Library Journal, que va publicar la peça de Gorman, va comentar la decisió de publicar la peça, assenyalant que la discussió havia estat beneficiosa i que:
El poder de la blogosfera com una nova manera de comunicar idees i difondre notícies electrònicament s'ha reforçat per a tot [el personal de la Revista de la Biblioteca.
La revista va anunciar que portarien un bloc de tecnologia al seu lloc web.
Un blogger, Michael Stephens, que va escriure una carta oberta a Gorman, que va publicar al seu bloc,[34] es va inspirar tant pel tema que va triar escriure la seva tesi doctoral sobre els blocs en biblioteconomia.[35]
Michael Gorman va crear les seves pròpies entrades de bloc per a l'Encyclopædia Britannica Blog. A l'entrada "Web 2.0: The Sleep of Reason", assenyala com l'auge de la Web 2.0 ha contribuït a "un augment de la credulitat i una fugida associada de l'experiència". A "Siren Song of the Internet", escriu que, tot i que Internet ha donat forma a les nostres vides de moltes maneres per a millor, "hem d'exercir judici, utilitzar els recursos digitals de manera intel·ligent i importar al món digital els valors que han impregnat els coneixements a les societats occidentals durant molts segles". A "Jabberwiki: The Educational Response", afirma que s'ha parlat de com la Web ofereix textos d'"autenticitat dubtosa o inestablible" com l'ús de la Web per a la recerca pot conduir a una investigació incompleta, i la naturalesa dubtosa de l'aprenentatge basat en la Web. Finalment, a "Challenging the Tecnòfils", Gorman argumenta a favor de la "lectura sostinguda de textos complexos", però assenyala que Google i Internet no són útils en aquest esforç.
Un blogger, Michael Stephens, que va escriure una carta oberta a Gorman, que va publicar al seu bloc,[34] es va inspirar tant pel tema que va triar escriure la seva tesi doctoral sobre els blocs en biblioteconomia.
Michael Gorman va crear les seves pròpies entrades de bloc per a l'Encyclopædia Britannica Blog. A l'entrada "Web 2.0: The Sleep of Reason", assenyala com l'auge de la Web 2.0 ha contribuït a "un augment de la credulitat i una fugida associada de l'experiència". A "Siren Song of the Internet", escriu que, tot i que Internet ha donat forma a les nostres vides de moltes maneres per a millor, "hem d'exercir judici, utilitzar els recursos digitals de manera intel·ligent i importar al món digital els valors que han impregnat els coneixements a les societats occidentals durant molts segles". A "Jabberwiki: The Educational Response", afirma que s'ha parlat de com la Web ofereix textos d'"autenticitat dubtosa o inestablible" com l'ús de la Web per a la recerca pot conduir a una investigació incompleta, i la naturalesa dubtosa de l'aprenentatge basat en la Web. Finalment, a "Challenging the Tecnòfils", Gorman argumenta a favor de la "lectura sostinguda de textos complexos", però assenyala que Google i Internet no són útils en aquest esforç.

#### Opinions personals i portaveu
Tot i ocupar una posició tan influent a l'Associació Americana de Biblioteques, Gorman ha deixat clar que moltes de les seves crítiques són personals i no representatives de l'ALA. Per exemple, sobre la tecnologia i la digitalització de Google, Gorman diu:
"El projecte de Google ha estat acceptat amb entusiasme i crec que és un error. No parlo en nom de l'ALA. Això no té cap posició sobre el projecte de digitalització de Google. Jo, en canvi, sí".
Tot i que Gorman sosté que està expressant la seva pròpia opinió, es va comentar que quan és identificat com el president de l'organització de biblioteques professionals més gran d'Amèrica del Nord:
...les seves paraules tenen enormes conseqüències legals, polítiques i econòmiques per a tota la professió de la ciència de la informació.[37]
Pel que fa a la Viquipèdia, Gorman va afirmar una vegada que "un professor que fomenta l'ús de la Viquipèdia és l'equivalent intel·lectual d'un dietista que recomana una dieta constant de Big Mac amb tot".[38]
Altres comentaristes també han assenyalat que, independentment de les seves protestes, la percepció del món i dels mitjans de comunicació és que Gorman representa la professió i això pot ser perjudicial per a la percepció pública dels bibliotecaris.[32]

### Educar la gent
Gorman va observar amb alarma els resultats d'una avaluació d'alfabetització d'adults, que va demostrar que la competència lectora dels graduats universitaris ha disminuït en l'última dècada. Va dir que s'ha sorprès de com pocs estudiants de primer any entenen com utilitzar els sistemes bàsics de biblioteques o gaudeixen de la lectura per plaer. "Hi ha un fracàs en els valors fonamentals de l'educació", va dir. "Se'ls diu que vagin a la universitat per aconseguir una feina millor, i això està bé. Però la tasca real és produir gent educada".[39]
Gorman ha parlat àmpliament sobre els problemes als quals s'enfronta l'educació bibliotecària, especialment als EUA. Proposa la necessitat de reestructurar l'educació bibliotecària al segle XXI, centrant-se en els canvis en els plans d'estudis, el professorat i la diversitat en l'educació bibliotecària.[40] Gorman creu que els estudiants estan massa concentrats en l'aprenentatge sense objectius al cap i que els educadors estan massa inclinats a canviar-ho tot només perquè Internet i tots els seus recursos ha arribat i que, en canvi, s'hauria d'utilitzar com a acompanyament dels mètodes educatius existents.[41]

### La importància del llibre
Des del seu primer llibre (amb Walt Crawford), Gorman ha subratllat la importància del llibre en lloc de la biblioteca i Gorman ha suggerit que només els llibres poden donar coneixement veritable al lector.[42] Destaca la importància del llibre al llarg de les seves obres. Ha expressat la seva preocupació per la manera com la investigació s'ha convertit simplement en escriure algunes obres en un motor de cerca i diu que és impossible dur a terme una investigació seriosa utilitzant aquest mètode sense la lectura addicional de llibres.[43]

### L'espiritualitat en la biblioteconomia

#### Cristianisme
Michael Gorman va presentar ''Our Enduring Values'' a l'Associació de Biblioteques Cristianes (ACL) i més revisions del seu llibre han suggerit que els vuit valors proposats que haurien de seguir els bibliotecaris estan més estretament relacionats amb el teisme bíblic que les creences humanistes que Gorman creu. [44] El treball posterior de l'ACL ha desenvolupat idees relacionades amb la formulació d'un enfocament cristià dels valors de la biblioteca.

#### Creences ètiques
A les publicacions de Gorman, se centra en la importància de la preservació de la informació i el coneixement i la importància del bibliotecari per ajudar a aconseguir-ho. En els vuit valors de Gorman, subratlla la importància que un bibliotecari tingui valors forts i una postura ètica perquè aquests ajudaran al bibliotecari en la seva feina. El fracàs és suportable perquè les decisions que van provocar aquest fracàs es basen en les pròpies creences d'una persona i una persona segura en els seus valors és més probable que tingui una autoestima més alta.[45] La importància que els bibliotecaris reflexionin sobre les seves pròpies decisions i responsabilitats es pot veure a Les nostres fortaleses singulars i els nostres propis jos, que inclouen meditacions per als bibliotecaris, que els bibliotecaris poden utilitzar per reafirmar la seva pròpia professió.[46]

## Publicacions
- Gorman ha escrit àmpliament sobre biblioteconomia i qüestions de biblioteconomia a la premsa professional i acadèmica, a més d'editar i escriure diversos llibres, com ara:

- Anglo-American Cataloging Rules, 2a ed (2005) Edicions ALA; 2a edició ISBN 978-0-8389-3555-2 – Gorman va ser el primer editor de la segona edició de la Anglo-American Cataloging Rules el 1978. AACR2 és un dels sistemes de catalogació més populars del món; aquesta guia acompanya el sistema i pretén explicar les normes de catalogació dels materials de la biblioteca en termes simplificats per a professionals i estudiants.

- The Concise AACR2 (2004) Facet Publishing; 4a edició revisada ISBN 1-85604-540-4: ara en la seva quarta edició, aquesta revisió pretén explicar les regles AACR2 d'aplicació més general per a la catalogació de materials bibliotecaris per a professionals i estudiants que es troben en entorns bibliogràfics i bibliogràfics menys complicats. Està pensat per a usuaris que no requereixen detalls extensos, però prefereixen un resum de la pràctica AACR2.

- Future Libraries: Dreams, Madness, and Reality (amb Walt Crawford) Edicions ALA ISBN 0-8389-0647-8 – escrit conjuntament amb Walt Crawford, Gorman argumenta que les biblioteques poden i haurien de donar la benvinguda a les tecnologies avançades tot preservant el seu paper tradicional com a servei. dipòsits orientats d'informació i coneixement organitzats. Afirma que les biblioteques virtuals destruiran l'impacte que tenen les biblioteques en la societat i, en conseqüència, proposa el que ell anomena un enfocament de la tecnologia "orientat a l'ésser humà".

- Una revisió al Journal of the American Society for Information Science and Technology va afirmar: "A mesura que es desenvolupen els capítols, es presenta una gran quantitat d'informació i observacions importants sobre la tecnologia digital, especialment el fracàs dels ordinadors per correlacionar-se amb el brot sovint hiperbòlic de promeses per a un lloc de treball més econòmic, racionalitzat i utilitari.",[47] mentre que un altre revisor va argumentar que alguns dels punts del llibre són ridículs i suggereix que l'impacte dels avenços tecnològics i la longevitat de les obres impreses s'ha exagerat i, en canvi, podria conduir a una "complaença perillosa"[48] dins la professió. Les nostres fortaleses singulars: meditacions per a bibliotecaris (1997) Edicions ALA ISBN 0-8389-0724-5: aquest llibre, precursor de Our Own Selves, és una col·lecció de 144 meditacions amb un assaig breu i resolució.

- Des del 2008, Gorman ha escrit articles sobre anglès per a la desapareguda Vocabula Review i assaigs sobre Dickens, paratext, P.G.Wodehouse i James Joyce per a The Caxtonian, la revista del Caxton Club.

- Serveis tècnics avui i demà (1998) Greenwood Press; 2a edició revisada ISBN 1-56308-590-9 – Aquest llibre tracta les qüestions relacionades amb la tecnologia i les biblioteques, centrada en els serveis tècnics de les biblioteques amb vistes sobre el seu futur. Els quatre apartats principals tracten l'adquisició, el control bibliogràfic, l'automatització i l'administració. Pretén oferir una visió general de la manera com els serveis tècnics estan construint sobre les bases del treball passat per superar els nous reptes del present, i pretén recordar als lectors el nucli tècnic de les activitats dels bibliotecaris. Com molts dels altres llibres de Gorman, aquest text està pensat principalment com a llibre de text acadèmic, i Philip Hider a Library Management va escriure que "aquest llibre serviria com a manual per als estudiants de la biblioteca".[49] Els nostres valors perdurables:

## Premis
Margaret Mann Citation (1979)
Medalla Melvil Dewey (1992)
Premi Blackwell's Scholarship (1997)
Associació de biblioteques de Califòrnia/Accés, col·leccions, Premi d'èxit de la secció de serveis tècnics (1999)
Premi Highsmith (2001)
Doctorat Honoris Causa, Thames Valley University (2008)
Premi Haycock[52] (2010)
Associació de Biblioteques de Califòrnia/Saló de la Fama de la Biblioteca de Califòrnia (2012)[53]